# Aura-Aura Climber
Aura-Aura Climber est un jeu vidéo d'action développé par Nintendo Software Technology et édité par Nintendo, sorti en 2010 sur DSiWare.

## Système de jeu
Aura-Aura Climber parle d'une étoile tombée (du ciel) appelée « Aura-Aura » qui remonte dans le ciel. Cela se produit en enroulant son bras autour de piquets dans le ciel. Les différents modes de jeu incluent l'attaque par score et le mode sans fin. Les joueurs évitent également les tempêtes, appuient sur des interrupteurs et collectent des bonus.

## Accueil
- Eurogamer : 8/10[2]
- IGN : 8/10[3]